# Astracantha condensata
Astracantha condensata är en ärtväxtart som först beskrevs av Carl Friedrich von Ledebour, och fick sitt nu gällande namn av Dieter Podlech. Astracantha condensata ingår i släktet Astracantha och familjen ärtväxter. Inga underarter finns listade i Catalogue of Life.